# La Virgen, quien adora al Niño dormido
La Virgen, quien adora al Niño dormido es una pintura del artista italiano Giovanni Battista Salvi da Sassoferrato de c. 1650. Es un óleo sobre lienzo y mide 92.2 x 74.8 cm. 

## Obra
La pintura tiene como centro al Niño Jesús quien duerme desnudo sobre una almohada y una sábana blanca; su cuerpo tiene un marcado escorzo. Acariciando su cabello está su madre, la Virgen María, quien se encuentra vestida de rojo con una túnica azul y un manto de color blanco. María sostiene con su mano la sábana sobre la que descansa Jesús para cubrirlo, se cree que esta es una alegoría al momento en que la Virgen retira el sudario que cubrió el cuerpo de Cristo después de la crucifixión.
Al fondo se encuentra un paisaje compuesto por un árbol y un montículo de tierra, aunque el artista simuló una mayor profundidad en este, aunque la mayor parte de este lo compone un cielo. 
En esta obra se puede observar un contraste muy marcado entre los personajes y el fondo más inmediato a ellos, pues este último es casi negro, y las figuras se encuentran muy iluminadas, lo cual es una característica de la pintura barroca desarrollada en la península itálica.